# 蓬佩昂
蓬佩昂（法語：Pont-Péan，法語發音：[pɔ̃ peɑ̃]）是法国伊勒-维莱讷省的一个市镇，位于该省中南部，属于雷恩区和雷恩都会区，其市镇面积为8.76平方公里，2022年1月1日时人口数量为4289人。
蓬佩昂是雷恩都会区的组成部分。

## 行政

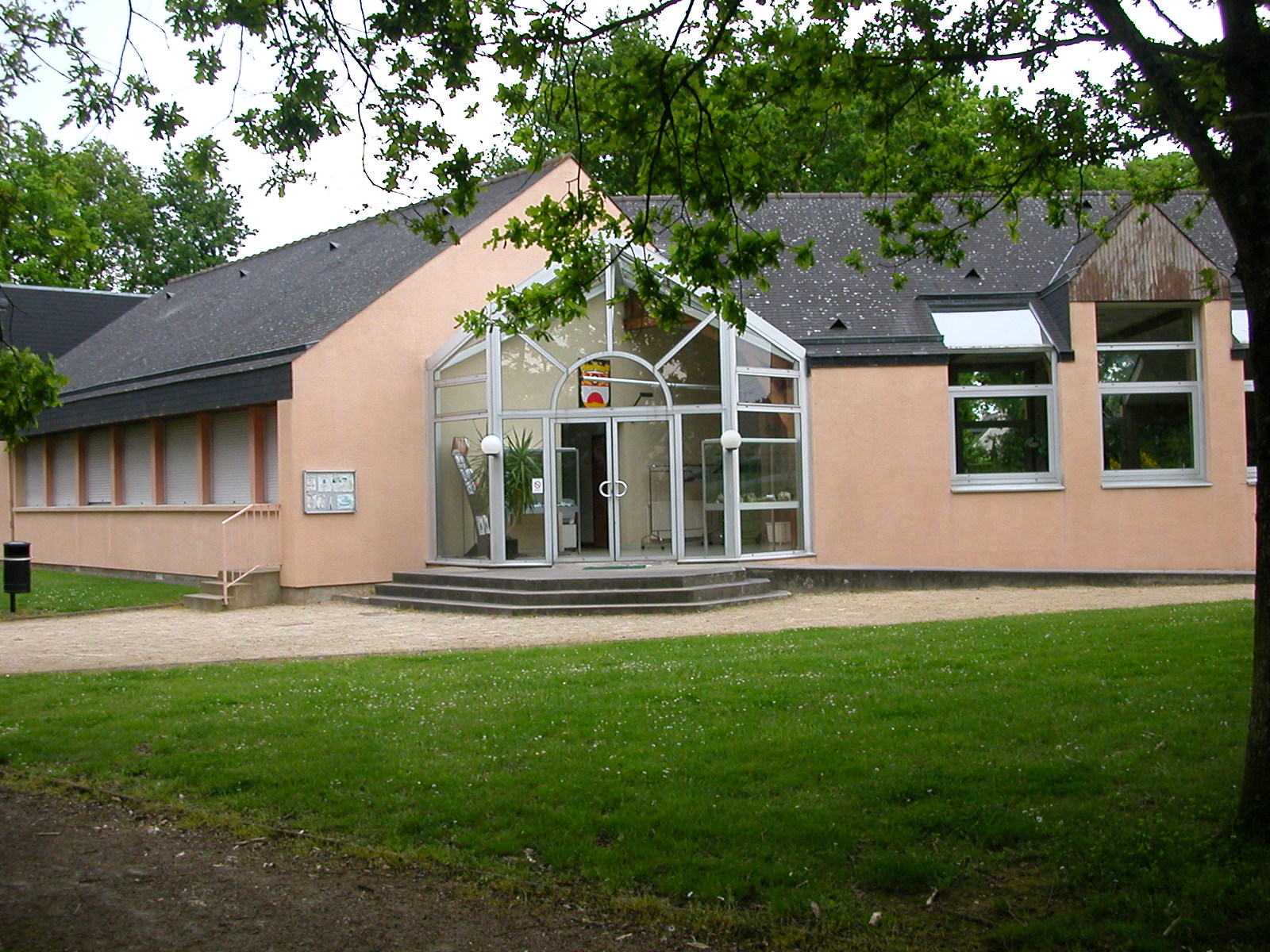
蓬佩昂市政厅

蓬佩昂的邮政编码为35131，INSEE市镇编码为35363。

## 地理

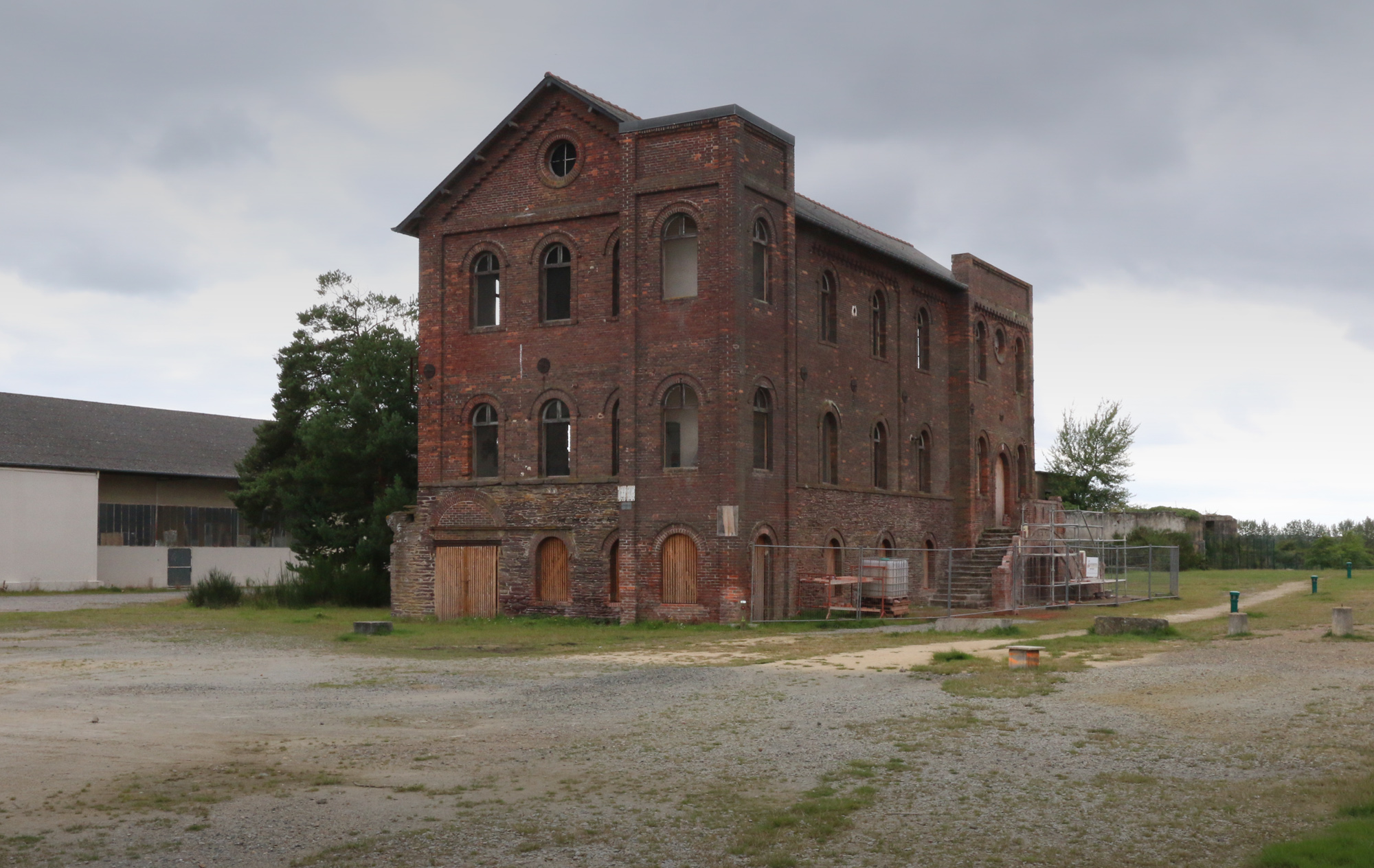
蓬佩昂铅矿大楼遗址

蓬佩昂（48°0'46"N, 1°42'17"W）位于法国西北部，布列塔尼大区东部和伊勒-维莱讷省中南部，距离省会雷恩大约13公里。
与蓬佩昂接壤的市镇包括：布列塔尼地区沙特尔、塞什河畔努瓦亚勒沙蒂永、圣埃尔布隆、奥热尔、拉耶、布吕兹。
蓬佩昂境内地势平坦，海拔在79至183米之间。
按照柯本气候分类法，蓬佩昂属于较为典型的温带海洋性气候，全年温差较小，降水分布均匀。

## 历史
蓬佩昂历史上因其境内的方铅矿而闻名，蓬佩昂铅矿自18世纪就已被开采。

## 交通
法国国道N137线经过境内并设有出入口，伊勒-维莱讷省省道D36线、D277线和D837线在蓬佩昂镇中心境内交汇。雷恩公交72路和79路经过蓬佩昂境内并设有站点。

## 政治
现任蓬佩昂市长为米歇尔·德莫尔代尔先生（Michel Demolder），他是法国共产党的一名成员。

## 人口
| 年份   | 1968  | 1975  | 1982  | 1990  | 1999  | 2005  | 2010  | 2015  | 2018  |
| ------ | ----- | ----- | ----- | ----- | ----- | ----- | ----- | ----- | ----- |
| 人口數 | 1,355 | 1,287 | 1,565 | 2,011 | 3,213 | 3,512 | 3,697 | 4,128 | 4,437 |